# Strączno

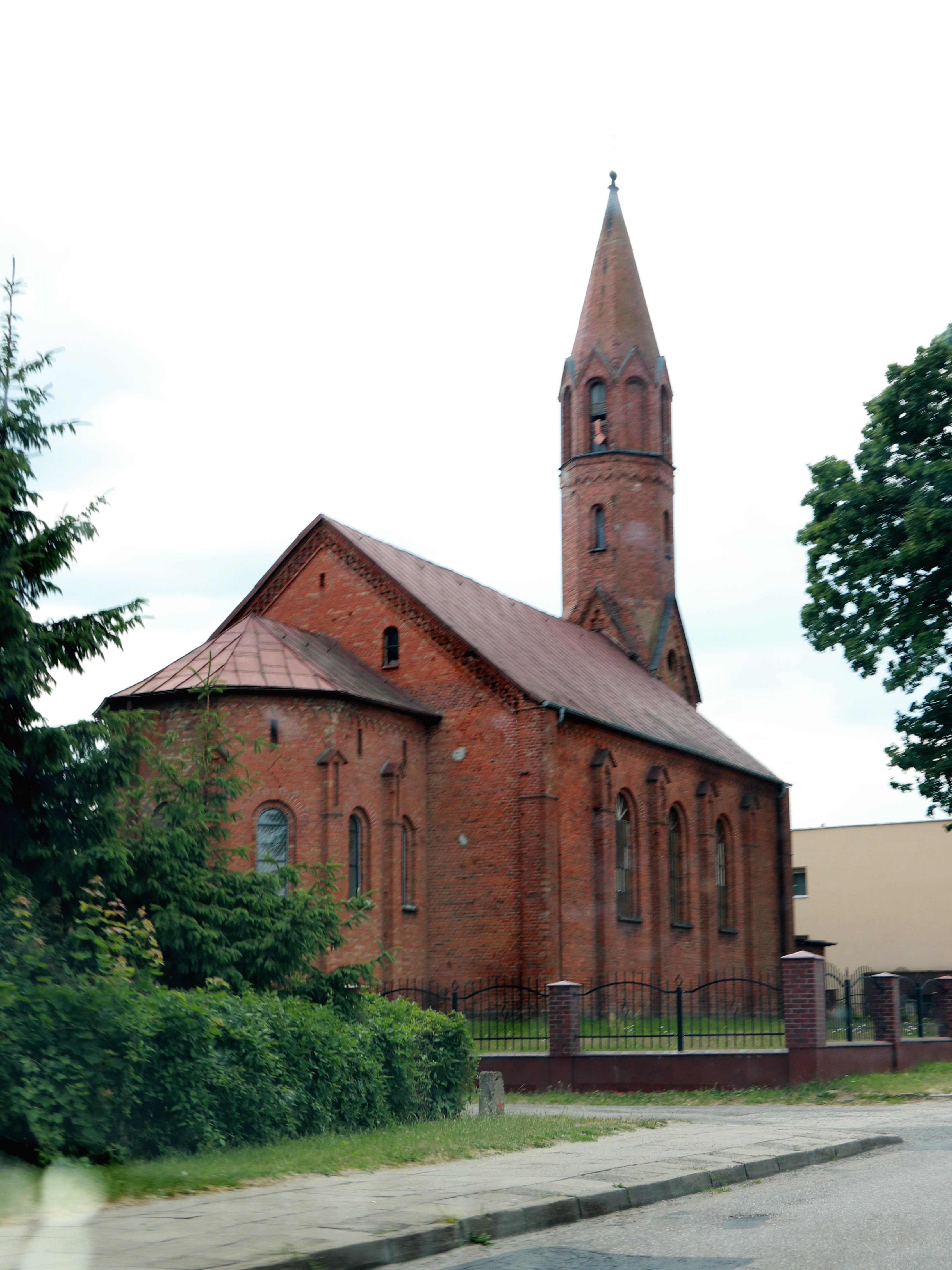
Dorfkirche, bis 1945 Gotteshaus der katholischen Gemeinde Stranz (Aufnahme 2019)

Strączno (deutsch Stranz) ist ein Dorf in der polnischen Woiwodschaft Westpommern. Es gehört zur Landgemeinde Wałcz (Gemeinde Deutsch Krone) im Powiat (Landkreis) Wałecki.

## Geographische Lage
Das Kirchdorf liegt im Netzedistrikt im ehemaligen Westpreußen, am Radunsee (poln. Jezioro Raduńskie), etwa  sechs Kilometer südwestlich von Deutsch Krone (Wałcz).

## Geschichte
Ältere Ortsbezeichnungen sind Strutz (1337), Stronczno (1590), Strano (1641) und im 18. Jahrhundert Strenczno.
Vor der ersten polnische Teilung 1772, mit der die Wiedervereinigung Preußens einherging, gehörte der Ort zum ursprünglich autonomen, vom Deutschordensstaat abgefallenen Königlich Preußen in Polen-Litauen und wurde dann Teil des Königreichs Preußen. Das Dorf hatte ein Privilegium vom 8. Juli 1731. Im Jahr 1736 waren hier zwei Vorwerke, ein großes und ein kleines. 1789 verkaufte von Blankenburg Stranz an von Sack.
Noch im ersten Viertel des 20. Jahrhunderts gehörten zu Stranz das Dorf, das Rittergut Stranz und das Gut Karlsruhe mit einer Ackerbauschule, die es bereits im 19. Jahrhundert hier gab. Die beiden Gutsbezirke hatten am 1. April 1927 eine Flächengröße von 790 bzw. 659 ha.
Am 30. September 1928 wurde der Gutsbezirk Karlsruhe von der Gemarkung Stranz abgetrennt und in eine Landgemeinde gleichen
Namens umgewandelt.
Um 1930 hatte die Gemeinde Stranz eine 18,4 km² große Gemeindefläche, und im Gemeindegebiet befanden sich zwei Wohnplätze, auf denen insgesamt 79 bewohnte Wohnhäuser standen:
- Bahnhof Stranz
- Stranz

Im Jahr 1945 gehörte Stranz zum Landkreis Deutsch Krone im Regierungsbezirk Grenzmark Posen-Westpreußen der preußischen Provinz Pommern des Deutschen Reichs. Stranz war dem Amtsbezirk Preußendorf zugeordnet.
Im Februar 1945 wurde Stranz von der Roten Armee besetzt. Nach Beendigung der Kampfhandlungen wurde die Region seitens der sowjetischen Besatzungsmacht zusammen mit ganz Hinterpommern und der südlichen Hälfte Ostpreußens – militärische Sperrgebiete ausgenommen – der Volksrepublik Polen zur Verwaltung überlassen. Es wanderten nun Polen zu. Stranz wurde unter dem polnischen Namen  „Strączno“ verwaltet. In der Folgezeit wurde die einheimische Bevölkerung von der polnischen Administration aus Stranz vertrieben.

### Demographie
| Jahr | Einwohner | Anmerkungen |
| ---- | --------- | --- |
| 1783 | –         | adliges Dorf und Vorwerk nebst einer katholischen Filialkirche von Nakel, 26 Feuerstellen (Haushaltungen), im Netzedistrikt, Kreis Krone                                                                                        |
| 1818 | 299       | adliges Dorf |
| 1864 | 825       | davon 639 im Dorf (192 Evangelische und 448 Katholiken) und 186 im Gutsbezirk (89 Evangelische, 97 Katholiken) |
| 1910 | 664       | am 1. Dezember, davon 465 im Dorf (darunter 55 Evangelische und 410 Katholiken; drei Personen mit polnischer Muttersprache) und 199 im Gutsbezirk (82 Evangelische, 117 Katholiken; zwei Personen mit polnischer Muttersprache) |
| 1925 | 685       | darunter 166 Evangelische und 518 Katholiken |
| 1933 | 689       | [ 10 ] |
| 1939 | 691       | [ 10 ] |

## Söhne und Töchter des Ortes
- Herbert Schröder-Stranz (1884–1912), Polarforscher